# Alexeter mixticolor
Alexeter mixticolor là một loài tò vò trong họ Ichneumonidae.